# Stretto di Litke
Lo stretto di Litke (in russo пролив Литке?) si trova sulla costa nord-est della penisola della Kamčatka, nel mare di Bering. È compreso nel Territorio della Kamčatka, nell'Estremo Oriente della Russia.
Lo stretto di Litke è largo 26 km e lungo 120 km; è situato nel golfo Karaginskij e separa l'isola Karaginskij dalla terraferma.
A ovest, lungo la costa della Kamčatka, vi sono due insenature: la baia di Karaga e quella di Ossora, dove si affaccia la cittadina omonima, capoluogo del Karaginskij rajon.
Lo stretto porta il nome dal navigatore ed esploratore russo Fëdor Petrovič Litke.